# パティ・ジェンキンス
パティ・ジェンキンス（Patty Jenkins、1971年7月24日 - ）は、アメリカ合衆国の映画監督、脚本家である。

## 経歴
1971年7月24日、カリフォルニア州ヴィクターヴィルに生まれる。父親の職業が戦闘機の操縦士であったことから、幼少の頃は世界各地を転々としていた。高校で音楽と写真を学んだのち、クーパー・ユニオンで絵画を学んだ。アメリカン・フィルム・インスティチュートでは演出を学んだ。
2003年、シャーリーズ・セロン主演の『モンスター』で長編映画監督デビューを果たす。2017年、ガル・ガドットを主演に迎えた監督作品『ワンダーウーマン』が公開。オープニング興行収入で首位となり、初週末の興行収入は女性監督作品として最高記録となった。世界興収でも『カンフー・パンダ2』を超え、アニメ作品を含めた女性監督作品として史上最高記録を更新した。この成功を受けて2019年公開予定の続編の監督も決定した。

## フィルモグラフィー

### 映画
| 年   | 題名                                    | 備考               |
| ---- | --------------------------------------- | ------------------ |
| 2001 | Just Drive                              | 短編映画 兼脚本    |
| 2001 | Velocity Rules                          | 短編映画 兼脚本    |
| 2003 | モンスター Monster                      | 兼脚本             |
| 2011 | ファイブ ある勇敢な女性たちの物語 Five  |                    |
| 2017 | ワンダーウーマン Wonder Woman           |                    |
| 2020 | ワンダーウーマン 1984 Wonder Woman 1984 | 兼脚本・製作・原案 |
| TBA  | Rogue Squadron                          |                    |

### テレビ
| 年          | 題名                                          |
| ----------- | --------------------------------------------- |
| 2004        | ブル〜ス一家は大暴走! Arrested Development    |
| 2006        | アントラージュ★オレたちのハリウッド Entourage |
| 2011 - 2012 | キリング/26日間 The Killing                   |
| 2013        | 裏切りの二重奏 Betrayal                       |